# ATC代码 (A07)
ATC代码A07（止泻药，肠道抗炎/抗感染药）是解剖学治疗学及化学分类系统的一个药物分组，这是由世界卫生组织药物统计方法整合中心所制定的药品及其它医用产品的官方分类系统。分组A07是A消化系统和代谢系统的一部分。
兽用代码（ATCvet码）可以在人用ATC代码前加Q字母：QA07等。没有相应人用ATC代码的ATCvet在以下列表中通过前置Q字母表示。
国家ATC分类可能包括列表中没有的其它分类，列表为世界卫生组织（WHO）版本。

## A07A 肠道抗感染药（Intestinal anti-infectives）

### A07AA抗生素（Antibiotics）
A07AA01 新霉素（Neomycin）
A07AA02 制霉素（Nystatin）
A07AA03 那他霉素（Natamycin）
A07AA04 链霉素（Streptomycin）
A07AA05 多粘菌素B（Polymyxin B）
A07AA06 巴龙霉素（Paromomycin）
A07AA07 两性霉素B（Amphotericin B）
A07AA08 卡那霉素（Kanamycin）
A07AA09 万古霉素（Vancomycin）
A07AA10 多粘菌素（Colistin）
A07AA11 利福昔明（Rifaximin）
A07AA51 新霉素，复方（Neomycin, combinations）
A07AA54 链霉素，复方Streptomycin, combinations
QA07AA90 双氢链霉素（Dihydrostreptomycin）
QA07AA91 庆大霉素（Gentamicin）
QA07AA92 阿泊拉霉素（Apramycin）
QA07AA93 杆菌肽（Bacitracin）
QA07AA99 抗菌素，复方（Antibiotics, combinations）

### A07AB磺胺类（Sulfonamides）
A07AB02 酞磺胺噻唑（Phthalylsulfathiazole）
A07AB03 磺胺胍（Sulfaguanidine）
A07AB04 琥珀磺胺噻唑（Succinylsulfathiazole）
QA07AB20 磺胺类药，复方（Sulfonamides, combinations）
QA07AB90 甲醛磺胺噻唑（Formosulfathiazole）
QA07AB92 酞磺胺噻唑，复方（Phthalylsulfathiazole, combinations）
QA07AB99 复方（Combinations）

### A07AC咪唑衍生物（Imidazole derivatives）
A07AC01 咪康唑（Miconazole）

### A07AX 其它肠道抗感染药（Other intestinal anti-infectives）
A07AX01 溴羟喹啉（Broxyquinoline）
A07AX02 乙酰胂胺（Acetarsol）
A07AX03 硝呋齐特（Nifuroxazide）
A07AX04 硝呋肼（Nifurzide）
QA07AX90 （Poly (2-propenal, 2-propenoic acid)）

## A07B 肠道吸附药（Intestinal adsorbents）

### A07BA活性炭制剂（Charcoal preparations）
A07BA01 药用活性炭（Medicinal charcoal）
A07BA51 药用活性炭，复方（Medicinal charcoal, combinations）

### A07BC 其它肠道吸附药（Other intestinal adsorbents）
A07BC01 果胶（Pectin）
A07BC02 高岭土（Kaolin）
A07BC03 交聚维酮（Crospovidone）
A07BC04 活性白土（Attapulgite）
A07BC05 天然硅酸铝（Diosmectite）
A07BC30 复方（Combinations）
A07BC54 活性白土，复方（Attapulgite, combinations)

## A07C 配有碳水化合物的电解质（Electrolytes with carbohydrates）

### A07CA 口服再水化作用盐配方（Oral rehydration salt formulations）
A07CA小组只包括在人类的ATC分类。

### QA07CQ 兽医使用口服补液配方（Oral rehydration formulations for veterinary use）
QA07CQ01 口服电解质（Oral electrolytes）
QA07CQ02 口服电解质和碳水化合物（Oral electrolytes and carbohydrates）

## A07D抗胃肠动力药（Antipropulsives）

### A07DA 抗胃肠动力药（Antipropulsives）
A07DA01 地芬诺酯（Diphenoxylate）
A07DA02 阿片（Opium）
A07DA03 洛哌丁胺（Loperamide）
A07DA04 地芬诺辛（Difenoxin）
A07DA05 氧洛哌丁胺（Loperamide oxide）
A07DA52 吗啡，复方（Morphine, combinations）
A07DA53 洛哌丁胺，复方（Loperamide, combinations）

## A07E 肠道抗炎药Intestinal anti-inflammatory agents

### A07EA 局部作用的皮质甾体激素类Corticosteroids acting locally
A07EA01 泼尼松龙（Prednisolone）
A07EA02 氢化可的松（Hydrocortisone）
A07EA03 泼尼松（Prednisone）
A07EA04 倍他米松（Betamethasone）
A07EA05 替可的松（Tixocortol）
A07EA06 布地奈德（Budesonide）
A07EA07 倍氯米松（Beclometasone）

### A07EB 非质皮质甾体激素类的抗变态反应药（Antiallergic agents, excluding corticosteroids）
A07EB01 色甘酸（Cromoglicic acid）

### A07EC氨基水杨酸及其类似药物（Aminosalicylic acid and similar agents）
A07EC01 柳氮磺吡啶（Sulfasalazine）
A07EC02 美沙拉秦（Mesalazine）
A07EC03 奥沙拉秦（Olsalazine）
A07EC04 巴柳氮（Balsalazide）

## A07F 止泻的微生物（Antidiarrheal micro-organisms）

### A07FA 止泻的微生物（Antidiarrheal micro-organisms）
A07FA01 产生乳酸的微生物（Lactic acid producing organisms）
A07FA02 布拉酵母（Saccharomyces boulardii）
A07FA51 产生乳酸的微生物，复方（Lactic acid producing organisms, combinations）
QA07FA90 益生菌（Probiotics）

## A07X 其它止泻药Other antidiarrheals

### A07XA 其它止泻药Other antidiarrheals
A07XA01 鞣酸蛋白（Albumin tannate）
A07XA02 长角豆（Ceratonia）
A07XA03 钙化合物（Calcium compounds）
A07XA04 消旋卡多曲（Racecadotril）
A07XA51 鞣酸蛋白，复方（Albumin tannate, combinations）
QA07XA90 铝水杨酸盐，基本（Aluminium salicylates, basic）
QA07XA91 氧化锌（Zinc oxide）
QA07XA99 其它止泻药，复方（Other antidiarrheals, combinations）